# Østby (Selsø Sogn)
 For alternative betydninger, se Østby. (Se også artikler, som begynder med Østby)
Østby er en landsby på Hornsherred i Frederikssund Kommune.
Den ligger nord for Sønderby og syd for Skuldelev på omtrent samme breddegrad som Jyllinge på den anden side af Roskilde Fjord.
Syd for Østby ligger bebyggelsen Hellesø med søen Hellesø.
Østby knytter sig til Henrik Pontoppidan og hans forfatterskab,
og et punkt ved gadekæret indgår i Danske Digterruter. 
Her står også Edwin Westergrens skulptur Livsvilje.
Tekststykket der oplæses i Danske Digterruter er fra novellen Naadsensbrød.